# TiHKAL
TiHKAL je knjiga iz 1997. godine, napisali su je Alexander Shulgin i Ann Shulgin. Knjiga opisuje granu psihoaktivnih droga poznatih kao triptamini. TiHKAL je zapravo nastavak knjige PiHKAL. 
Puno ime knjige: Tryptamines I Have Known And Loved: The Continuation